# Hüttenkapelle Thale

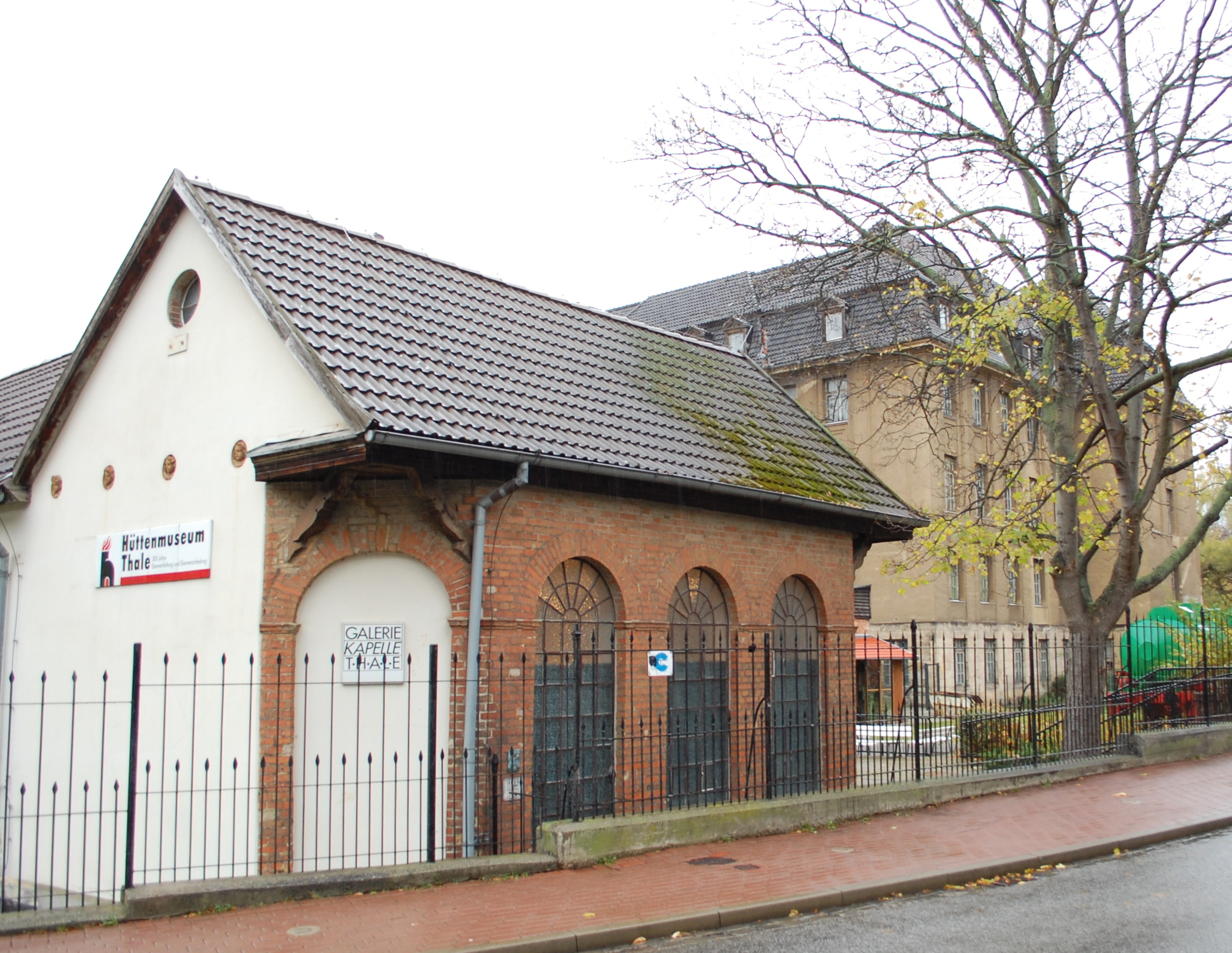
Hüttenkapelle

Die Hüttenkapelle Thale ist ein denkmalgeschütztes Gebäude in Thale im Landkreis Harz in Sachsen-Anhalt. Sie wird heute als Museumsgalerie des benachbarten Hüttenmuseums Thale genutzt.

## Lage
Die Kapelle befindet sich unmittelbar westlich des Museumseingangs auf der Nordseite der Walter-Rathenau-Straße, an der Adresse Walther-Rathenau-Straße 1. Zum Teil wird als Adresse auch Parkstraße 1 angegeben.

## Architektur und Geschichte
Unmittelbar an der Straße befindet sich ein kleines, inschriftlich auf das Jahr 1856 datiertes schlichtes Gebäude, das vermutlich als Hüttenkapelle errichtet wurde. Das aus Haustein errichtete, eingeschossige Gebäude mit rechteckigem Grundriss entstand im Rundbogenstil. Die als Rundbogen gestalteten Fenster sind von Backsteinen eingefasst. Die Giebel des Baus sind mit Maskenmedaillons verziert.
Im örtlichen Denkmalverzeichnis ist die Kapelle unter der Erfassungsnummer 094 45303 als Kirche verzeichnet.